# Club Grupo Alcívar
El Club Grupo Alcívar es un equipo profesional de fútbol de la ciudad de La Troncal, Ecuador. Fue fundado el 1 de enero de 2010. Su estadio es el Estadio Municipal de La Troncal y tiene una capacidad de alrededor de 4000 personas y también hace de local en otro escenario deportivo que es el Estadio del Triunfo. Se desempeña en la Segunda Categoría del Campeonato Ecuatoriano de Fútbol. Actualmente no esta participando el torneo de la segunda categoría por deudas en la Asociación de fútbol Profesional del Cañar.
Está afiliado a la Asociación de Fútbol Profesional del Cañar.

## Estadio
El Estadio Municipal de La Troncal es un estadio multiusos. Está ubicado en la ciudad de La Troncal , provincia de Cañar. Fue inaugurado en el año 2006. Es usado para la práctica del fútbol, Tiene capacidad para 4.000 espectadores.
A veces también hace la localía en el Estadio del Triunfo que tiene una capacidad de 500 espectadores.
El estadio tiene instalaciones camerinos para árbitros, equipos local y visitante, zona de calentamiento, cabinas de prensa, sala de prensa, y muchas más comodidades para los aficionados.